# Sepp Kerschbaumer
Sepp Kerschbaumer (Appiano, 9 novembre 1913 – Verona, 7 dicembre 1964) è stato un indipendentista e terrorista sudtirolese di cittadinanza italiana, fondatore e attivista di spicco del Befreiungsausschuss Südtirol (BAS), organizzazione terroristica irredentista che lottava per la secessione dell'Alto Adige dall'Italia.

## Biografia

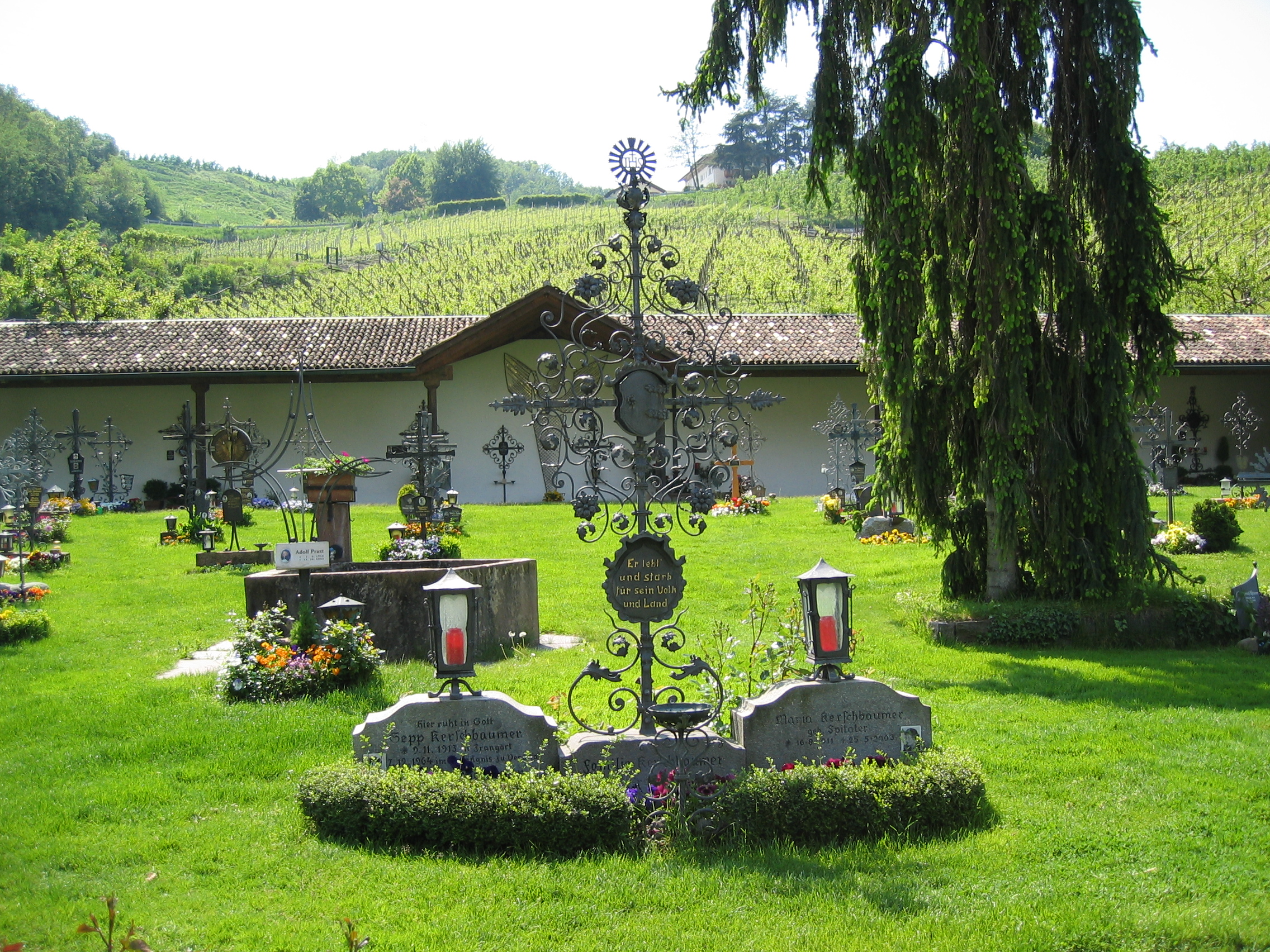
La tomba di Kerschbaumer a Frangarto, frazione di Appiano sulla Strada del Vino. Sulla placca metallica è riportata una scritta traducibile in italiano come Ha vissuto ed è morto per il suo popolo e la sua terra.

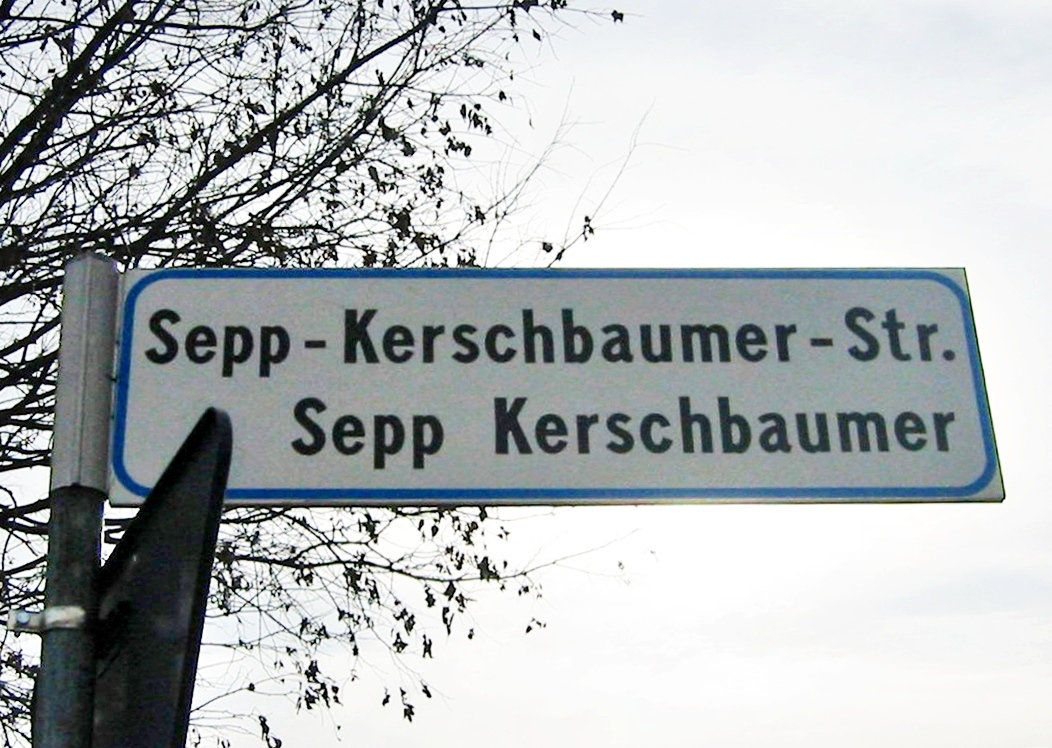
L'intitolazione di una via di Frangarto a Kerschbaumer.

Sepp Kerschbaumer nacque a Frangarto, oggi frazione del comune di Appiano sulla Strada del Vino. Il padre Josef Kerschbaumer, commerciante, morì sul fronte dolomitico durante la prima guerra mondiale, quando Sepp aveva 4 anni, mentre la madre Luise morì successivamente, quando il bambino aveva 9 anni.
Fu educato dapprima al Rainerum di Bolzano, per poi frequentare la scuola di preparazione alla professione di commerciante a Bressanone, che concluse nel 1927. Nel 1933 prestò il servizio militare e nell'autunno del 1934 fu confinato, assieme ad altri 50 conterranei, nei pressi di Potenza per due anni. Dopo il condono di Mussolini, fece ritorno in Alto Adige nell'autunno del 1935.
Kerschbaumer si riteneva un devoto cattolico, tanto che ogni mattina alle cinque assisteva alla Santa Messa a Bolzano; in carcere si aiutò pregando il rosario.
Il 29 aprile 1936 si sposò con Maria Spitaler di Frangarto, da cui ebbe sei figli: Seppl (27 aprile 1937 - 1969), Marialuisa (5 marzo 1939), Mali (26 marzo 1940), Helga (25 giugno 1942), Franz (1º dicembre 1949) e Christl (6 gennaio 1957).
Durante il periodo delle opzioni in Alto Adige, Kerschbaumer decise di espatriare con la sua famiglia in Germania. Dopo la seconda guerra mondiale s'iscrisse al partito Südtiroler Volkspartei (SVP) e si dedicò alla politica locale nel suo paese natale.
All'inizio degli anni cinquanta, scontento della posizione del partito, che stava abbandonando le istanze indipendentiste per passare ad una richiesta di autonomia all'interno dello Stato italiano, si dimise dalla carica di Ortsobmann (presidente locale). Kerschbaumer cominciò allora a pensare alla creazione di un nuovo movimento per conseguire l'indipendenza del Tirolo meridionale; fu così che nel 1956 fu tra i fondatori del Comitato per la liberazione del Sudtirolo (in tedesco Befreiungsausschuss Südtirol, abbreviato BAS). Già durante la grande dimostrazione di Castel Firmiano del 17 novembre 1957, nota per il motto Los von Trient coniato da Silvius Magnago (che sanciva la nuova posizione autonomista della SVP), distribuì alcuni volantini inneggianti alla libertà del Sud-Tirolo.
Inizialmente il BAS si dedicò solo al volantinaggio e ad alcune azioni simboliche e dimostrative; fu solo dopo la Notte dei fuochi del 12 giugno 1961 (durante la quale furono fatti saltare in aria 34 piloni di linee elettriche in provincia) e la successiva incarcerazione di quasi tutti i dirigenti del movimento, incluso Kerschbaumer, che l'organizzazione si radicalizzò, arrivando a perpetrare una lunga serie di omicidi di civili e militari.
Il 16 luglio 1964 Sepp Kerschbaumer fu condannato a 15 anni e undici mesi per l'organizzazione di vari attentati, per i quali ammise ogni addebito. Kerschbaumer morì per infarto nel carcere di Verona il 7 dicembre 1964. Circa 15.000 persone parteciparono ai suoi funerali.

## Memoria
Nel 1994 fu proposta la dedica a Kerschbaumer di una strada nel comune di Caldaro, suscitando vive polemiche. Tale decisione fu poi presa dal comune di Appiano (vedasi foto).
In memoria dei 50 anni trascorsi dalla Notte dei fuochi, l'Heimatbund, ovvero la lega per la patria sudtirolese, ha fatto coniare un'apposita medaglia, con incisa la faccia di Sepp Kerschbaumer.